# Psidium guineense
Psidium guineense är en myrtenväxtart som beskrevs av Olof Swartz. Psidium guineense ingår i släktet Psidium och familjen myrtenväxter. Inga underarter finns listade i Catalogue of Life.

## Bildgalleri

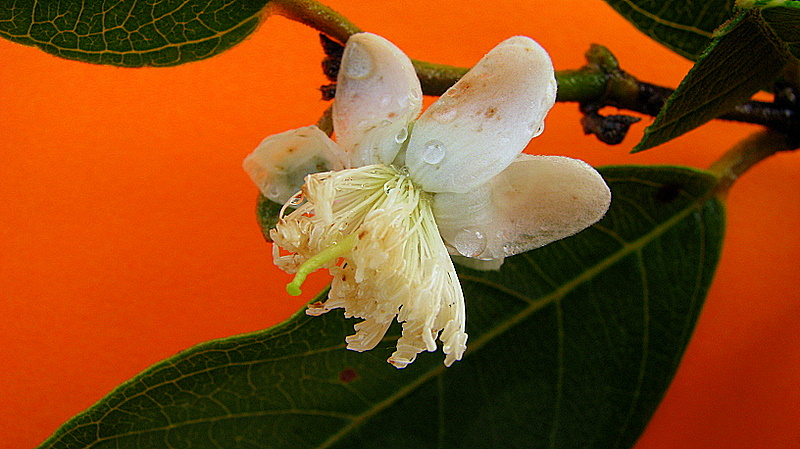
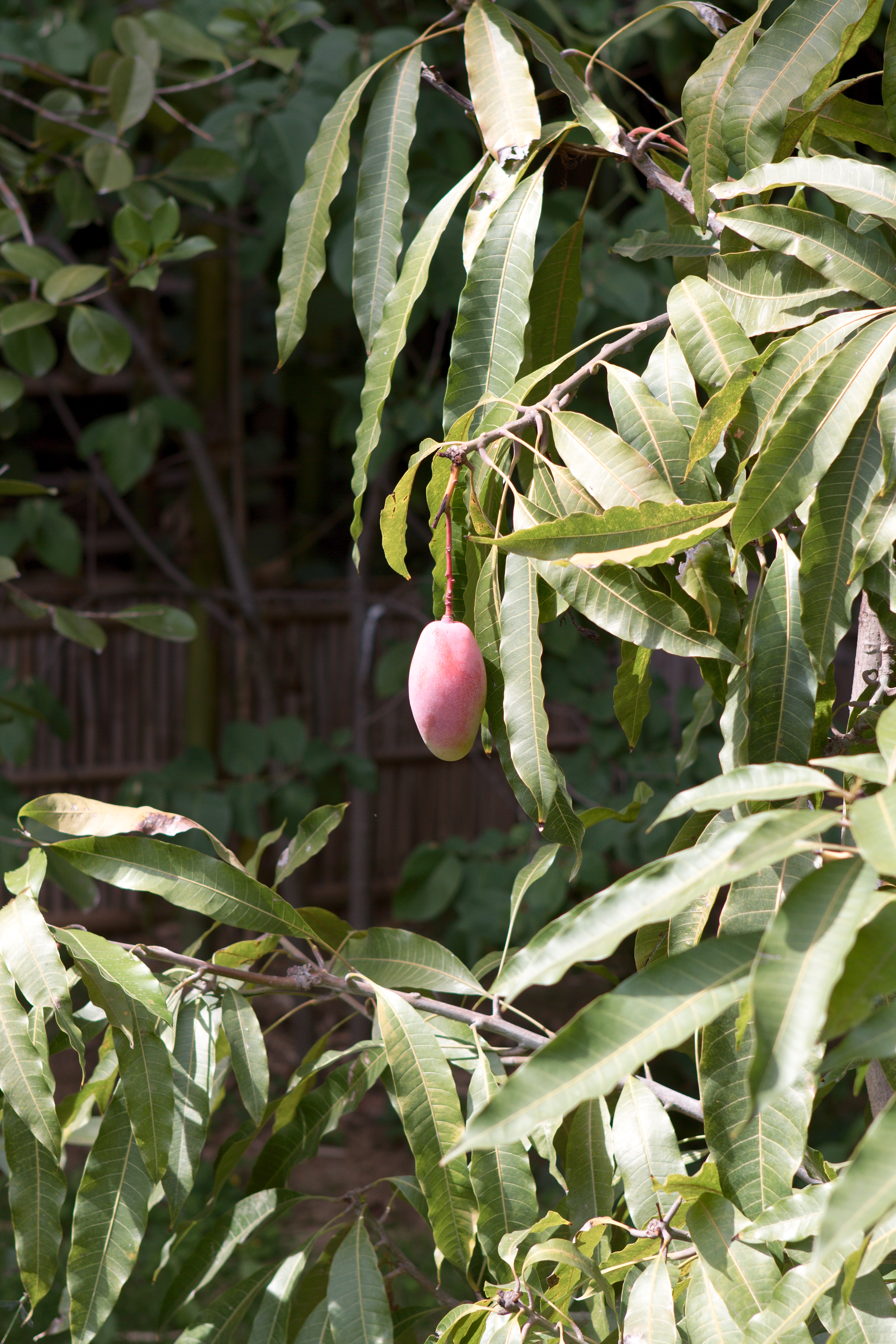
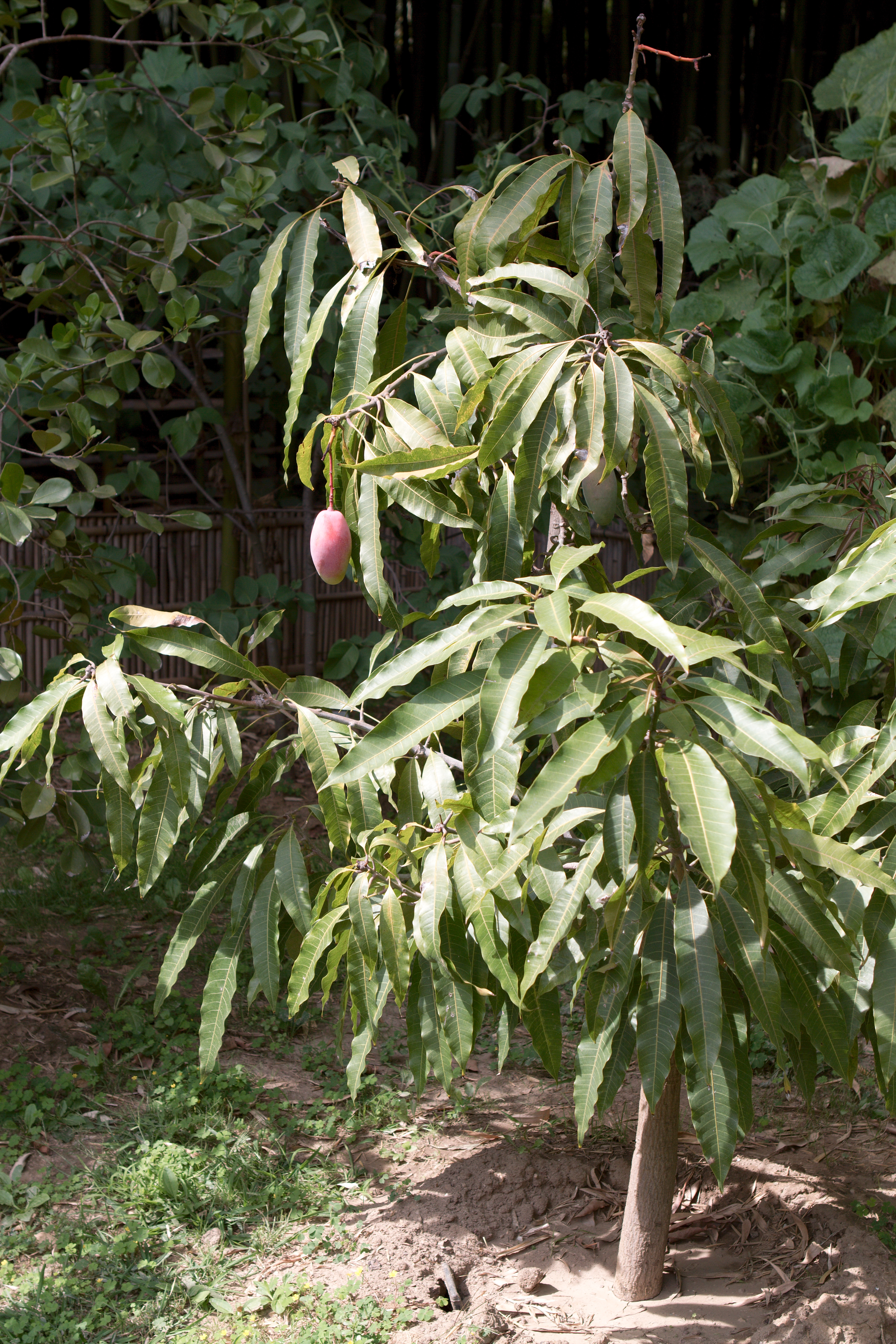